# Dynam-Victor Fumet
Pour les articles homonymes, voir Fumet.
Dynam-Victor Fumet est un compositeur et organiste français né le 4 mai 1867 à Toulouse et mort le 2 janvier 1949 à Paris.
« Connaissez-vous Dynam-Victor Fumet ? Il fut un organiste comme il n’y en a guère dans tout un siècle. Disciple de Franck, il avait reçu d’autre part un don d’improvisation qui confinait au génie. Tout jeune, je l’ai entendu une seule fois à l’orgue de Sainte-Anne-de-la-Maison-Blanche dont il était le titulaire. Je reçus ce jour-là une des plus foudroyantes émotions de ma vie. Être pris, vous savez ce que cela signifie ? Pris, aspiré comme par un maelström, vidé de toute substance personnelle, mais traversé en retour par un fleuve de feu qui me ravissait en me brûlant. Tous ceux qui ont entendu Fumet ont éprouvé des impressions analogues à la mienne. Son nom ne s’est jamais effacé de ma mémoire. »
— Bernard Gavoty

## Biographie
Né à Toulouse en 1867 d'un père horloger très autoritaire, Victor Louis Julien Fumet commença ses études musicales au conservatoire de cette même ville où furent très vite reconnus ses dons exceptionnels puisqu'il y obtint tous les prix. Il fut présenté au Conservatoire de Paris à l’âge de 16 ans où il fut reçu dans la classe de César Franck pour l’orgue et d’Ernest Guiraud pour la composition. La municipalité de Toulouse lui vota une pension pour l’achèvement de ses études à Paris et son départ pour la capitale fut accompagné en guise de soutien par la fanfare municipale.
Les premiers temps de ses études à Paris furent consacrés à un travail acharné, mais enfin libéré de la tutelle étouffante de son père il ne tarda pas à se lier à des milieux anarchistes (Louise Michel, le prince Kropotkine, Jean Grave, Charles Malato). Il continue cependant ses études musicales normalement au conservatoire où ses condisciples le surnomment Dynam, probablement à cause de son dynamisme dans sa manière de jouer ainsi que sa façon d’être dans la vie. À 19 ans il monte en loges pour le concours de Rome, est félicité par Reyer et complimenté par Saint-Saëns, mais rate son prix pour des raisons peut-être politiques - un journal du matin a cru devoir dénoncer ses tendances anarchistes. Échec cuisant, scandale à Toulouse : la municipalité coupe les vivres au libertaire, son père refuse de le revoir. Il continue cependant à travailler au Conservatoire où César Franck qui aime ce plus jeune de ses élèves, le sachant dans la gêne, obtient qu’on lui attribue l’orgue d’accompagnement à l’Église Sainte-Clotilde dont il était l’illustre titulaire.
Il devient quelque temps chef d’orchestre au « Chat Noir » où il ne tarde pas à démissionner pour laisser sa place à son camarade Erik Satie. C’est à partir de cette époque qu’il s’adonne au spiritisme et devient un médium réputé, puis après une tentative de suicide dont il réchappe miraculeusement il retrouve la foi en Dieu et sous l’influence de Léon Bloy la foi chrétienne. Il s’intéresse aux sciences occultes dans la ligne des kabbalistes chrétiens. C’est là qu’il se lie avec la duchesse de Pommard, Saint-Yves d’Alveydre, Stanislas de Guaïta etc. Parallèlement, c’est aussi à cette époque qu’il rencontre Verlaine avec qui il aura une amitié forte puisqu'il le tutoyait.
Après un voyage mouvementé en Amérique du Sud où il est engagé comme chef d’orchestre, il revient à Paris et se marie dans une famille très proche de la fondatrice de la Société Théosophique, Hélène Blavatsky. Nommé organiste à l’Église Sainte-Anne-de-la-Maison-Blanche, il mena une carrière discrète malgré son génie d’improvisateur qui attirait les foules. C’est là qu’il composera un nombre important d’œuvres pour l’Église qu’il se fera un devoir de créer pour chaque fête importante, mais malheureusement, beaucoup ont été perdues. Dynam-Victor Fumet a eu deux fils, Stanislas qui devint homme de lettres, et Raphaël, également compositeur et organiste, lui-même père du flûtiste Gabriel Fumet.

## Son œuvre
« Le but de l’art, expliquait Dynam-Victor Fumet dans une lettre à un ami, est d’humaniser la vie universelle, c’est-à-dire de la rendre proportionnelle à la royauté déchue de l’homme ». Il ajoutait que « l’art est un besoin d’amour depuis que l’homme n’est plus aussi grand que l’univers qu’il regarde. Il appelle l’univers à lui et c’est ainsi que se font les incarnations des œuvres. Il faut donc le besoin d’éternité pour l’absorber, et sentir son exil pour enfanter avec douleur la vérité vivante ».
À la fin de sa vie, étonné de l’indifférence des institutions à l’égard de sa musique, ce compositeur à la fois spiritualiste et raffiné expliquait non sans humour que le ciel lui avait tenu rigueur des excessives voluptés que lui avait procurées la création de ses œuvres…
Selon Roland de Candé, « sa musique noble, séduisante et sensible est laissée dans un oubli parfaitement injustifié ».

## Liste des œuvres
- Orgue : 39 pièces éditées aux éditions Delatour en 3 volumes.
  - Canticum novum (1914), 6 pièces pour orgue ou harmonium

  1. Marche des Chevaliers célestes
  2. Fuga quasi Fantasia
  3. Transsubstantiation
  4. Le Voile de Marie
  5. Adoration
  6. Le Saint Sacrement

  - Adam et Ève
  - Aria
  - Au firmament
  - Au tombeau du Christ
  - Feu de Gloire
  - La lumière qui vient
  - L'endormement du petit Jésus
  - Le baiser intérieur
  - Le conciliabule des arbres
  - Le sommeil des innocents
  - Le tourment de Marie
  - Les chariots d'Israël
  - Litanies d'orgue
  - Pâques d'or
  - Prélude en mi bémol mineur
  - Prélude et Fugue en la bémol majeur
  - Prélude printanier

- Piano : 71 pièces.
  - Éditions Salabert : Six études caractéristiques
  - Éditions Delatour : 2 volumes
  - Douloureux pèlerinage (1885)
  - Les enlisements d'en-haut (1886)
  - Berceuse pour voix et piano sur un texte du compositeur (1890)
  - Les libellules (1899)
  - Légende marine pour voix et piano sur un texte du compositeur (1907)
  - Joie (1912)
  - 6 études caractéristiques de haute technique musicale (1931)

- Orchestre : 22 œuvres.
  - Les libellules (1899), valse pour piano (orchestré ; arrangé pour ténor ou soprano, piano et orchestre)
  - Le sabbat rustique (1904)
  - Le cantique du firmament (1910-1911)
  - Transsubstantiation (1913-1920)
  - Eli, lamma sabacthani (1914-1940)
  - Les trois âmes (1915-1917)
  - Le triptyque des légendes (1918)
  - Le conciliabule des fleurs (1921)
  - Libération (1921)
  - Marche funèbre (1922)
  - Notre mirage, notre douleur (1922)
  - Vénus sortant des eaux ou La Naissance de Vénus (1934), une des « œuvres maîtresses de Dynam-Victor Fumet[3] »
  - Aria (1938)
  - Hiératique (1940)
  - Le sommeil d'Adam (1940)
  - Tourbillon (1940)
  - Voie lactée (1941)
  - La prison glorifiée (1943)
  - La lumière sur le sentier (s.d.)

- Opéra : Le Charme Maudit, en trois actes[3]. Ce qu’il en reste est malheureusement inutilisable.

- Musique de chambre : 15 œuvres.

- Chant :
  - Nombreuses pièces dont plusieurs messes : La messe mariale, La messe des oiseaux, La messe du Christ-Roi, Messe de Requiem (1948), etc.
  - Nombreuses mélodies profanes ou religieuses
  - Chœurs divers dont Les Saisons (1946) créées récemment en Russie à Saint-Pétersbourg

## Critiques
Les quelques CD consacrés à la musique de Dynam-Victor Fumet ont tous reçu des critiques favorables, parfois dithyrambiques, que ce soit pour ses œuvres pour orgue ou pour le piano : Jean Roy parle de chefs-d’œuvre dans Diapason pour ses pièces de piano jouées par la merveilleuse pianiste japonaise Akiko Ebi. Il en va de même des œuvres pour Orgue jouées par Jean-Paul Imbert ou Frédéric Denis qui sont célébrées dans le même mensuel par Michel Roubinet ainsi que par des revues prestigieuses comme « New Record Guide » ou « Fanfare » aux États-Unis.
Il reste cependant beaucoup à découvrir chez ce singulier mais génial compositeur dont l’histoire n’a pas encore donné toute la dimension.

## Enregistrements
- L'œuvre pour piano de Dynam-Victor Fumet

piano : Akiko Ebi - INTEGRAL Classic 
- Hommage à Dynam-Victor Fumet (œuvres pour orgue)

orgue : Frédéric Denis - WERGO - ORG70082
- Le Sabbat rustique et Le Mystère de la terre

Orchestre du Palais de Tauride - Saint-Pétersbourg. Direction Mikhail Golikov.
HYBRID'MUSIC 

### Ouvrages généraux
- Roland de Candé, La musique, histoire, dictionnaire, discographie, Paris, Éditions du Seuil, 1969, 688 p..
- Paul Pittion, La musique et son histoire : de Beethoven à nos jours, t. II, Paris, Éditions Ouvrières, 1960, 574 p. (BNF 33137562).

### Articles
- Dynam-Victor Fumet, textes pour composition musicale : "Berceuse" (1890), "Le verbe des nuits" (1899), "O salutaris" (1899), "Un dimanche" (1904), "Je me languis" (1907), "Légende marine" (1907), "Refloraison" (1907), "Sérénade faunesque" (1907), "Trouble d'âme" (1907), "Verbe d'amour" (1907).
- Dynam-Victor Fumet, Les Échos du Silence, trimestriel. Cahier no 1 (automne 1913), cahier no 2 (hiver 1913-1914).
- Gabriel Fumet et Jean-Claude Thévenon, La musique du silence ou la Dynastie des Fumet. Entretien avec Gabriel Fumet, 07120 Le Vallier, Éditions Delatour France, 2008, 228 p. + 1 CD.
- Bernard LEUTHEREAU, chapitre sur Dynam-Victor Fumet, Raphaël Fumet ou la Musique de l'Âme. Mémoire de maitrise. 1984. Bibliothèque Nationale